# Puolivälinsaari (ö i Södra Savolax)
Puolivälinsaari är en ö i Finland. Den ligger i sjön Pihlajavesi och i kommunen Nyslott i  landskapet Södra Savolax, i den sydöstra delen av landet, 280 km nordost om huvudstaden Helsingfors. Öns area är 26,6 hektar och dess största längd är 1,2 kilometer i nord-sydlig riktning.